# London Science Museum
A London Science Museum egyike London legfontosabb tudományos múzeumainak, és gazdag gyűjteménnyel rendelkezik, amely bemutatja a tudomány és technológia különböző területeit.
A múzeum kiállításai interaktívak és sokféle témát ölelnek fel, beleértve az űrkutatást, a gépészetet, az informatikát, a környezettudományt és még sok mást. A látogatók megismerkedhetnek a tudományos felfedezések történetével, betekintést nyerhetnek a technológiai fejlesztésekbe, és interaktív módon fedezhetik fel a különböző tudományterületeket.
A múzeum különféle programokat és eseményeket is szervez, mint például tudományos előadások, műhelyek és különleges kiállítások. A céljuk, hogy inspirálják a látogatókat a tudomány és technológia iránti érdeklődésre, valamint bemutassák a tudományos és technológiai fejlődés jelentőségét az emberiség számára.